# Djl
| Sigles de 2 caractères   |
| ► Sigles de 3 caractères |
| Sigles de 4 caractères   |
| Sigles de 5 caractères   |
| Sigles de 6 caractères   |
| Sigles de 7 caractères   |
| Sigles de 8 caractères   |

Djl (où Djl signifie Dépôt jeux linux) est, à l’instar de Lutris, une plate-forme non commerciale de distribution de jeux vidéo pour Linux.
Elle permet via un dépôt d’en installer, de créer des raccourcis vers des jeux déjà installés ou encore de créer des raccourcis vers des jeux Windows installés avec Wine.

## Présentation
Un des avantages de Djl sur les autres dépôts est l'affichage d'une impression écran du jeu directement dans l'interface. Cela est utile pour choisir son jeu.
En plus de la gestion des jeux, un agrégateur RSS est fourni permettant de lire les dernières actualités du jeu sur Linux, un mini client IRC pour dialoguer avec les autres utilisateurs de Djl (qui peut être désactivé) et un outil de mise à jour automatique.
Depuis la version 1.2.7, djl est modulaire et permet d’installer des extensions, directement depuis l’interface.
Il intègre un support minimal des dépendances, via des bibliothèques partagées que l’utilisateur peut télécharger, ce qui permet également de lancer des jeux x86 sur plate-forme x86_64.
À noter que Djl est développé par des administrateurs du site jeuxlinux.fr , et que le programme semble ne plus être mis à jour depuis le 17 octobre 2009.

## Citation dans la presse
- CanardPC le présente dans un dossier « Jouer sur GNU/Linux ». Le projet en est alors à ses débuts.